# Kennedy Mweene
Kennedy Mweene (Lusaka, Zambia, 11 de diciembre de 1984) es un guardameta zambiano. Considerado uno de los mejores porteros de la South African PSL, ganó el premio al mejor portero del año en 2009. Fue seleccionado portero de la selección de su país en 2004 y participó en la Copa Africana de Naciones 2006, en la de 2008 y en la de 2010.

## Clubes
| Club                | País      | Año   | Partidos | Goles |
| ------------------- | --------- | ----- | -------- | ----- |
| Lusaka Dynamos      | Zambia    | 2004  | 27       | 0     |
| Kitwe United FC     | Zambia    | 2005  | 30       | 0     |
| Free State Stars FC | Sudáfrica | 2005- | 84       | 2     |

## Curiosidades
En la Edición de la Copa Africana de Naciones 2013 en el partido ante Nigeria convirtió desde el punto del penal el gol del empate 1 a 1, cuando el partido estaba 0 a 0 le detuvo un penal a Obi Mikel